# Рогозня (притока Мурави)
Рогозня — річка у Іванківському районі Київської області, ліва притока Мурави (басейн Дніпра).

## Опис
Довжина річки приблизно 5  км. Висота витоку — 160 м, висота гирла — 148 м, спад річки — 12 м, похил річки — 2,4 м/км. Формується з декількох безіменних струмків.

## Розташування
Бере початок на південно-східній стороні від села Термахівки. Тече переважно на північний схід і у селі Обуховичі впадає у річку Мураву, праву притоку Болотної.